# Synjak (okres Mukačevo)
Synjak, česky také Siňak, ukrajinsky Синяк, maďarsky Kékesfüred, německy Blaubad, je ves v okrese Mukačevo v Zakarpatské oblasti Ukrajiny. Je částí městyse Čynadijovo a patří do Čynadijevské vesnické komunity (hromady). V roce 2024 zde žilo 200 obyvatel. Synjak je známý svými lázněmi a léčivou vodou.

## Historie
První písemná zmínka o lázních pochází z roku 1783, léčebné účinky pramenité vody si všimli již pastevci, kteří zde pásli svá zvířata. V roce 1834 nechal hrabě Filip Franz von Schönborn-Buchheim postavit sanatorium a v roce 1837 zde již bylo ubytováno několik hostů.
V roce 1838 byl nad lázněmi postaven vodní mlýn a od roku 1855 kolem něj byla vybudována malá osada. Tu vytvořili osadníci ze Šumavy z Horního a Dolního Cazova. Do čerstvě vymýcených oblastí přišlo celkem 22 rodin, zaměstnaných převážně v lesnictví. Kvůli nerentabilnosti se však většina těchto obyvatel usadila v příhodněji umístěném Čynadijovu.
Do uzavření Trianonské smlouvy byla ves součástí Uherska, poté byla, pod názvem Siňak, součástí československé první republiky. V roce 1922 byla postavena úzkokolejka pro dopravu dřeva do údolí. Od roku 1945 byla obec součástí Ukrajinské sovětské socialistické republiky, která byla součástí SSSR, a nakonec od roku 1991 je součástí samostatné Ukrajiny.

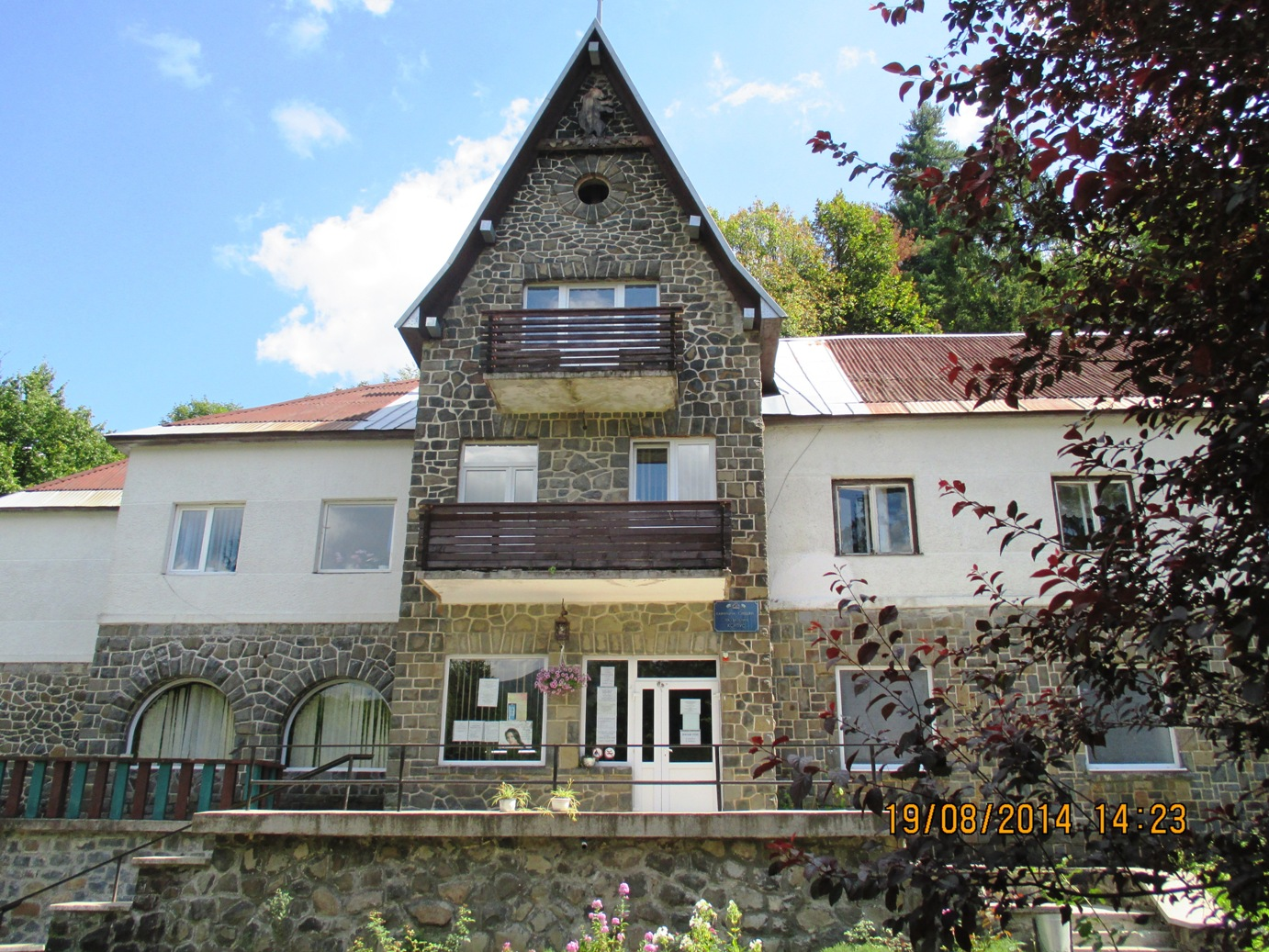
Lázeňská budova